# 周宁闽东独立师旧址
周宁闽东独立师旧址，是位于中国福建省宁德市周宁县咸村镇咸村的一个中国共产党革命遗址，1983年入选周宁县首批文物保护单位。
周宁闽东独立师旧址的原建筑蔡氏宗祠是清朝建筑物，占地188平方米，面阔、进深均为三间，穿斗式木构架硬山顶，1934年中共闽东特委率闽东独立师在此活动，师部设在祠堂内，前门照墙上写有“苏维埃政府万岁”标语。1981年当地人对祠堂进行了重修。